# Mauro Berruto
Mauro Berruto (Turín, Italia, 8 de mayo de 1969) es un entrenador de voleibol italiano.

## Trayectoria

### Clubes
Empieza a entrenar en 1994 en la Segunda División italiana, guiando por dos temporadas el Pallavolo Torino. Tras dos años en el Olympiacos CFP, en 1998 regresa al equipo turinés y gana la Copa Italia de A2 en 2000/2001. Repite título la temporada siguiente esta vez al mando del Volley Piacenza equipo con el cual consigue disputar su primera temporada en la Serie A1. Tras una temporada en el Pallavolo Parma, en 2004/2005 guía al Lube Macerata ganando su primer título europeo, la Challenge Cup derrotando por 3-2 el Palma Volley en Maiorca.
En las temporadas siguiente entrena varios equipos: el Pallavolo Padova y el Gabeca Pallavolo en Italia y el Panathinaikos Atenas en Grecia donde gana la Copa de Grecia de 2007/2008. Regresa en el Lube Macerata por la temporada 2010/2011 en la cual consigue ganar su segunda Challenge Cup, esta vez tras derrotar los turcos del Arkas Esmirna.

### Selecciones
En 2005 es nombrado seleccionador de la selección finlandesa conduciendo el equipo nórdico al mejor registro en la historia del voleibol finlandés, el cuarto puesto en el Campeonato Europeo de 2007 disputado en Rusia.
En 2010 deja el banquillo de la selección finlandesa y es nombrado seleccionador de Italia con la cual ha conseguido el bronce en los  Juegos Olímpicos de Londres 2012,   el subcampeonato en los  Campeonatos Europeos de 2011 y de 2013 y las medallas de bronce en las Liga Mundial 2013 y 2014. Tras el 13° lugar en el Mundial 2014 (peor resultado en la competición para Italia desde 1982) y el 5° en la Liga Mundial 2015, el 29 de julio dimite de seleccionador.

## Palmarés

### Clubes
- Copa de Italia de A2 (2) : 2000/2001, 2001/2002
- Copa de Grecia (1): 2007/2008
- Challenge Cup (2): 2004/2005, 2010/2011